# Meidiichthys browni
Meidiichthys browni è un pesce osseo estinto, appartenente ai perleidiformi. Visse nel Triassico inferiore (Olenekiano, circa 250 - 247 milioni di anni fa) e i suoi resti fossili sono stati ritrovati in Africa.

## Descrizione
Questo pesce dalla forma allungata e snella era di dimensioni piuttosto piccole, e solitamente non superava la lunghezza di 10 centimetri. Era dotato di una testa alta e profonda, dal muso corto e dagli occhi molto grandi. L'apertura boccale non era particolarmente ampia, e le fauci erano armate di denti conici piuttosto piccoli. Il dermopterotico era particolarmente stretto, come in Perleidus, e vi erano alcune specializzazioni uniche di questo genere: il suspensorium diretto in avanti e un osso postrostrale grande e piatto. I raggi branchiostegi erano in misura ridotta. 
La pinna dorsale era situata appena dopo la metà del corpo, di forma triangolare e opposta obliquamente a una pinna anale appena più arretrata e di dimensioni simili. Le pinne pettorali e pelviche erano molto piccole, mentre la pinna caudale era moderatamente biforcuta. Le scaglie erano squadrate, con margini frastagliati e disposte in file diagonali.

## Classificazione
Meidiichthys è un tipico rappresentante dei perleidiformi, un gruppo di pesci piuttosto diversificato caratteristico del Triassico. In particolare, sembra che Meidiichthys fosse un membro derivato della famiglia Perleididae, affine al cinese Plesiofuro. 
Il genere Meidiichthys venne istituito nel 1931 da James Brough per accogliere una specie precedentemente descritta da Robert Broom come Pholidophorus browni, i cui resti erano stati ritrovati in Sudafrica nel Karroo, nella zona di Rouxville, in terreni risalenti al Triassico inferiore.

## Paleoecologia
Probabilmente Meidiichthys si nutriva di piccoli crostacei e altri piccoli animali.